# Eintracht Fráncfort II
El Eintracht Fránfcort II es un equipo de fútbol de Alemania que juega en la Hessenliga, la quinta liga de fútbol más importante del país.

## Historia
Fue fundado con el nombre Eintracht Frankfurt Amateure en el año 1969 como un equipo sub-23 enfocado en el desarrollo de jugadores desde sus fuerzas básicas hasta integrarse al fútbol profesional, por lo que no puede jugar en la Bundesliga, aunque sí podía jugar en la Copa de Alemania.

## Palmarés
- Hessenliga: 3

1970, 2002, 2023
- Landesliga Hessen-Süd: 1

1969
- Copa de Hesse: 1

1969

## Rivalidades
Su principal rival es el FSV Fráncfort, con quien comparten la sede desde que éstos ascendieran a la 2. Bundesliga. También tienen rivalidad con el Darmstadt y el Hessen Kassel.

## Temporadas recientes
Estas son las temporadas del club desde 2002:
| Temporada | Liga                 | División | Posición |
| 2002–03   | Regionalliga Süd     | III      | 18       |
| 2003–04   | Oberliga Hessen      | IV       | 10       |
| 2004–05   | Oberliga Hessen      | IV       | 12       |
| 2005–06   | Oberliga Hessen      | IV       | 11       |
| 2006–07   | Oberliga Hessen      | IV       | 5        |
| 2007–08   | Oberliga Hessen      | IV       | 4        |
| 2008–09   | Regionalliga Süd     | IV       | 3        |
| 2009–10   | Regionalliga Süd     | IV       | 8        |
| 2010–11   | Regionalliga Süd     | IV       | 6        |
| 2011–12   | Regionalliga Süd     | IV       | 3        |
| 2012–13   | Regionalliga Südwest | IV       | 15       |
| 2013–14   | Regionalliga Südwest | IV       | 12       |
| 2022–23   | Hessenliga           | V        | 1        |

- Con la introducción de las Regionalligas en 1994 y de la 3. Liga en 2008 como el nuevo tercer nivel por detrás de la 2. Bundesliga, todas las ligas bajaron un nivel. En el 2012, la cantidad de Regionalligas pasó de 3 a 5 con todos los equipos de la Regionalliga Süd menos los equipos Bávaros como integrantes de la nueva Regionalliga Südwest.